# Idaea lineata
Idaea lineata là một loài bướm đêm trong họ Geometridae.